# Münster (Laubach)
Münster is een plaats in de Duitse gemeente Laubach, deelstaat Hessen, en telt 700 inwoners (2007).